# Lars Ljunggren
Lars Rasmus Henning Ljunggren, född 11 juli 1921 i Lunds stadsförsamling i Malmöhus län, död 7 augusti 2000 i Västerleds församling i Stockholms län, var en svensk ämbetsman.

## Biografi
Ljunggren avlade studentexamen i Göteborg 1940 och juris kandidatexamen vid Lunds universitet 1948. Han gjorde tingstjänstgöring i Askims, Hisings och Sävedals domsaga 1949–1951 och var tingssekreterare i Luleå domsaga, Flundre, Väne och Bjärke domsaga och Hallands norra domsaga 1953–1957. Han blev fiskal 1952, assessor 1961 och hovrättsråd 1970, allt vid Hovrätten för västra Sverige. Åren 1961–1972 tjänstgjorde han vid Försvarsdepartementet: som sakkunnig 1961–1965, departementsråd 1965–1968, tillförordnad expeditionschef 1965–1968 och expeditionschef 1968–1972. Ljunggren var generaldirektör och chef för Försvarets radioanstalt 1972–1985.
Ljunggren var expert i 1960 års värnpliktsutredning 1962, sekreterare i Delegationen för militärhistorisk forskning 1962–1972, ledamot av Tjänsteställningsutredningen 1963–1965 och ordförande i densamma från 1965, ordförande i Försvarets personalnämnd 1968–1972, ledamot av 1968 års personalkategoriutredning 1971 och ledamot av Stockholms domkapitel 1984–1988.
Lars Ljunggren var son till lektor Olof Ljunggren och Davida Bengtsson. Han är gravsatt på Norra kyrkogården i Lund.

### Utmärkelser
- Riddare av Nordstjärneorden, 1965.[5]
- Kommendör av Nordstjärneorden, 1971.[6]